# 루이제 추 메클렌부르크슈트렐리츠 공녀
루이제 추 메클렌부르크슈트렐리츠(Luise Herzogin zu Mecklenburg-Strelitz, 1776년 3월 10일 ~ 1810년 7월 19일)는 프로이센 국왕 프리드리히 빌헬름 3세의 아내이다. 부부의 행복했지만 짧았던 결혼 생활에서 미래의 군주인 프리드리히 빌헬름 4세와 빌헬름 1세를 포함하여 9명의 자녀가 태어났다.
그녀의 유산은 1807년 나폴레옹 1세와 틸지트에서 열린 특별한 만남 이후 더욱 확고해졌다. 그녀는 제4차 대프랑스 동맹 전쟁에서 프로이센이 참패한 후 유리한 조건으로 전쟁을 종결시키기 위해 나폴레옹과 만나 협상했지만 실패했다. 그녀는 이미 국민들에게 많은 사랑을 받고 있었지만, 나폴레옹과의 만남 이후 루이제는 "국민적 미덕의 영혼"으로 숭배받게 되었다. 34세의 이른 나이에 세상을 떠난 그녀는 "후세의 기억 속에 젊음을 보존"시켰으며, 나폴레옹은 "국왕은 최고의 장관을 잃었다"고 언급했다고 전해진다. 그녀의 슬퍼하는 남편은 4년 후 철십자의 여성판인 루이제 훈장을 창설했다. 1920년대에는 보수적인 독일 여성들이 루이제 왕비 연맹을 결성했다.

## 메클렌부르크슈트렐리츠 공녀 (1776년-1793년)
메클렌부르크슈트렐리츠의 루이제 아우구스테 빌헬미네 아말리에 공녀는 1776년 3월 10일 하노버 수도 외곽의 단층 빌라에서 태어났다. 그녀는 메클렌부르크슈트렐리츠 공 카를과 그의 아내 헤센다름슈타트의 프레데리케 공주 사이에서 여섯 번째 자녀이자 넷째 딸로 태어났다. 그녀의 아버지 카를은 샤를로테 왕비의 오빠였고, 어머니 프레데리케는 헤센다름슈타트 방백 루트비히 8세의 손녀였다. 그녀의 외할머니인 헤센다름슈타트의 마리아 루이제 공주와 친사촌인 영국의 오거스타 소피아 공주가 그녀의 세례식에 대부모로 참여했다. 그녀의 두 번째 이름은 오거스타 소피아 공주에게서 따왔다.
루이제가 태어날 당시, 그녀의 아버지는 아직 메클렌부르크-슈트렐리츠의 통치자가 아니었으며(그는 1794년이 되어서야 형의 뒤를 이어 공작이 되었다), 따라서 그녀는 궁정이 아닌 좀 더 격식 없는 집에서 태어났다. 카를은 하노버의 야전원수이자 가계 여단장이었으며, 루이제가 태어난 직후 그의 처남인 조지 3세, 하노버 선제후(그의 누이 샤를로테 왕비의 남편)에 의해 그 영토의 총독으로 임명되었다. 가족은 그 후 하노버 국왕들의 거주지인 라이네슐로스로 이사했지만, 여름 동안에는 보통 헤렌하우젠에서 살았다.

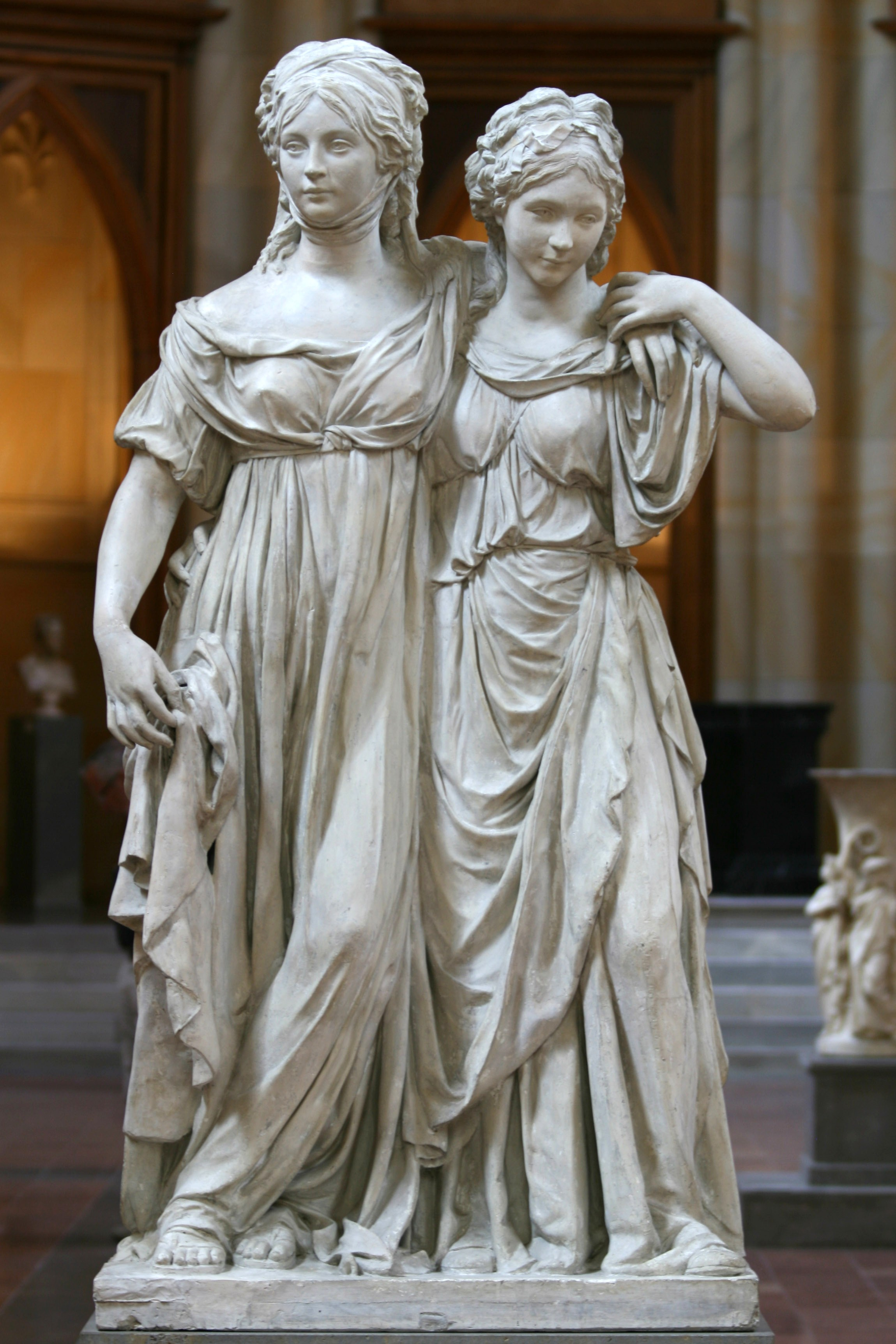
샤도우의 유명한 루이제 (왼쪽)와 그녀의 여동생 프레데리케 조각상. 이 조각상은 처음에는 너무 에로틱하다고 여겨져 대중에게 공개되지 않았다.

루이제는 두 살 어린 여동생 프레데리케와 특히 친했으며, 유일한 남동생인 게오르크와도 친했다. 루이제와 그녀의 형제자매는 어머니의 친구인 폰 볼초겐 양의 보살핌을 받았다. 루이제가 6살밖에 되지 않았을 때, 그녀의 어머니가 출산 중 사망하여 어린 공녀에게 영원한 상처를 남겼다. 그녀는 종종 비슷한 상실을 겪은 다른 아이들에게 용돈을 주며 "그녀는 저와 같아요, 어머니가 없어요"라고 말했다. 프레데리케 공작부인이 사망한 후, 가족은 라이네슐로스를 떠나 때때로 "미니어처 베르사유"라고 불리는 헤렌하우젠으로 갔다. 카를 공작은 2년 후 그의 첫 아내의 여동생인 샤를로테와 재혼하여 아들 카를을 낳았다. 루이제와 그녀의 숙모이자 새어머니는 샤를로테가 결혼 이듬해 역시 출산 합병증으로 일찍 사망할 때까지 친하게 지냈다. 두 번 과부가 되어 슬픔에 잠긴 공작은 다름슈타트로 가서 자녀들을 장모이자 루이제의 할머니인 과부 마리아 루이제 공주의 보살핌에 맡겼다.

### 교육
마리 루이제는 손주들을 소박하게 키우는 것을 선호하여, 그들은 직접 옷을 만들었다. 스위스에서 온 새로운 가정교사 젤리유 부인이 임명되어 아이들에게 프랑스어로 수업을 가르쳤다. 당시 왕족과 귀족 자녀들에게 흔히 그렇듯이 루이제는 프랑스어에 능통하고 글을 읽을 수 있게 되었지만, 자신의 모국어인 독일어는 소홀히 했다. 그녀는 루터교 성직자로부터 종교 교육을 받았다. 그녀의 수업과 함께 자선 행위가 강조되었고, 루이제는 종종 가정교사와 함께 가난하고 궁핍한 사람들의 집을 방문하곤 했다. 루이제는 자신의 능력 범위 내에서 최대한 베푸는 것이 장려되었지만, 너무 많은 자선을 베풀어 할머니와 종종 말썽을 겪었다. 10세부터 17세에 결혼할 때까지 루이제는 대부분의 시간을 할머니와 가정교사와 함께 보냈으며, 둘 다 학식 있고 세련된 사람이었다. 9세밖에 되지 않았을 때, 루이제는 시인 프리드리히 실러가 궁정의 오락을 위해 "돈 카를로스"의 첫 번째 막을 낭독하는 자리에 참석하여, 독일어를 문학 언어, 특히 실러의 작품에 대한 사랑을 불붙였다. 루이제는 역사와 시를 사랑했으며, 실러뿐만 아니라 괴테, 장 파울, 요한 고트프리트 헤르더, 셰익스피어의 작품, 그리고 고대 그리스의 비극도 즐겨 읽었다.
1793년, 마리 루이제는 두 막내 공녀들과 함께 프랑크푸르트로 가서 조카인 프로이센 국왕 프리드리히 빌헬름 2세에게 경의를 표했다. 루이제는 "아름다운 피부"와 "커다란 푸른 눈"을 지녔고, 타고난 우아함을 가진 아름다운 젊은 여성으로 성장했다. 루이제의 삼촌인 메클렌부르크슈트렐리츠 공작 아돌프 프레데리크 4세는 자신의 가문과 프로이센 간의 관계를 강화하기를 희망했다. 그 결과, 공작이 신중하게 계획한 어느 저녁, 17세의 루이제는 국왕의 아들이자 상속인인 프리드리히 빌헬름 왕세자를 만났다. 왕세자는 23세였고, 진지하고 경건했다. 그녀는 프리드리히 빌헬름에게 너무나 매력적인 인상을 주어서 그는 즉시 그녀와 결혼하기를 원했다. 프레데리케는 그의 남동생인 루트비히 카를 왕자의 눈길을 사로잡았고, 두 가족은 이중 약혼을 계획하기 시작하여 한 달 후인 1793년 4월 24일 다름슈타트에서 약혼을 축하했다. 프리드리히와 루이제는 그해 12월 24일에 결혼했으며, 루트비히와 프레데리케는 이틀 후 결혼했다.

## 프로이센 왕세자비 (1793년-1797년)

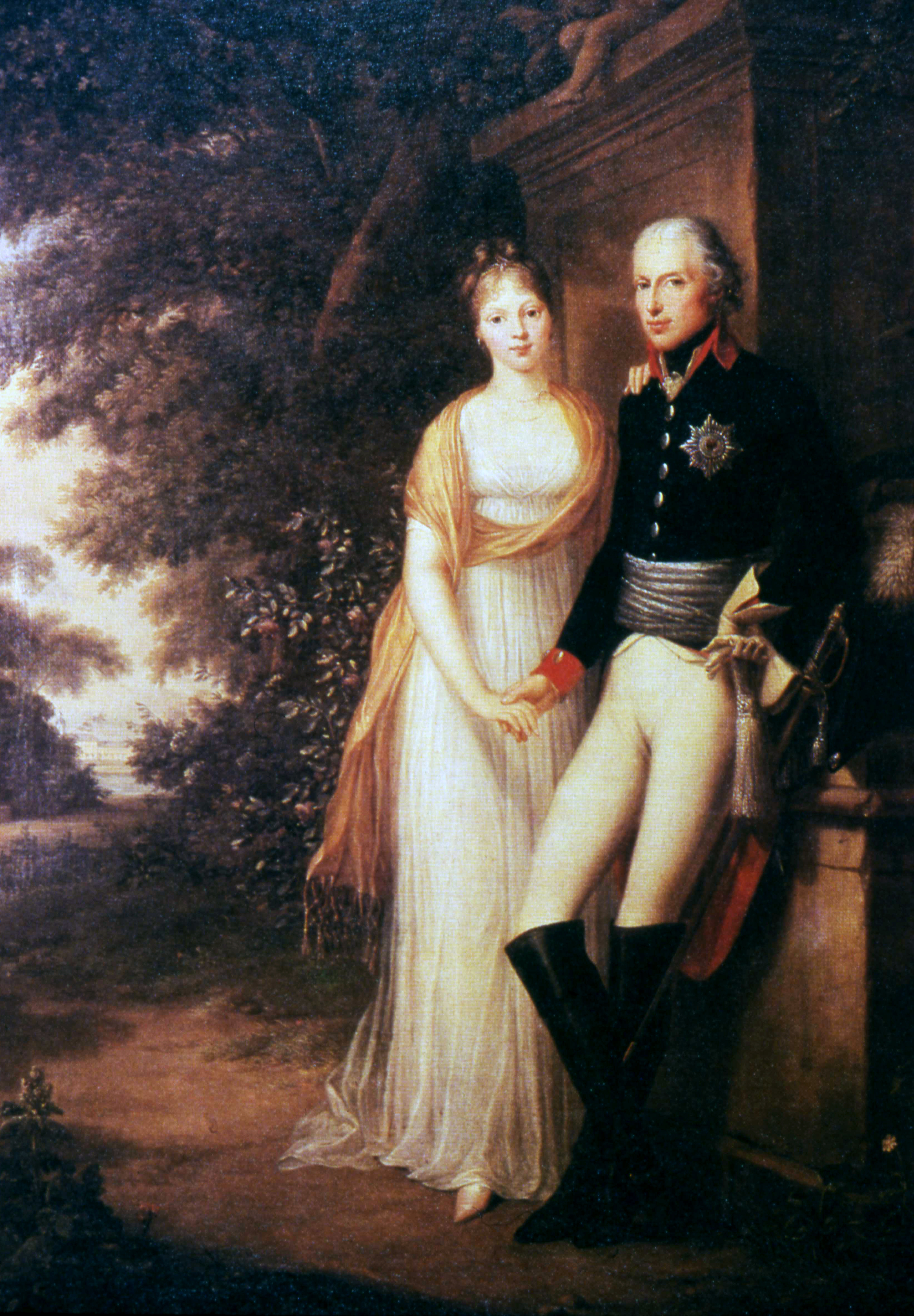
루이제와 프리드리히 빌헬름, 1794년 – 결혼 1년 후

결혼을 앞두고 루이제가 프로이센의 수도인 베를린에 도착하자 큰 파란을 일으켰고, 그녀는 도시의 기뻐하는 시민들의 성대한 환영을 받았다. 그녀가 예의를 깨고 멈춰서 아이를 안아 키스하자, 프로이센 작가 프리드리히 드 라 모테 푸케는 "천사 같은 공주의 도착은 이 날들에 고귀한 광채를 퍼뜨린다. 모든 마음이 그녀를 향하고, 그녀의 우아함과 친절은 누구도 축복받지 못하게 하지 않는다"고 평했다. 다른 이는 "공주를 더 완벽하게 알게 될수록 그녀의 내면의 고귀함과 천사 같은 마음의 친절함에 더욱 매료된다"고 썼다.
루이제의 시아버지인 프리드리히 빌헬름 2세 국왕은 부부에게 샤를로텐부르크 궁전을 주었지만, 왕세자와 그의 새 아내는 포츠담 외곽의 파레츠 궁전에서 사는 것을 선호했고, 그곳에서 루이제는 가사 일로 바쁘게 지냈다. 파레츠는 궁정의 번잡함에서 멀리 떨어져 있었고, 부부는 시골 생활의 "전원적 은퇴"에 가장 만족했다. 결혼 생활은 행복했으며, 루이제는 국왕에게 사랑받았고, 국왕은 그녀를 "공주 중의 공주"라고 부르며 오라니엔부르크 궁전을 선물했다. 왕세자비는 남편의 모든 노력을 지지하는 것을 자신의 의무로 여겼고, 부부는 함께 노래하고 셰익스피어와 괴테의 작품을 읽으며 즐거운 시간을 보냈다. 루이제는 곧 임신하여 1794년 10월 1일 18세의 나이로 사산아인 딸을 낳았다. 그 후 9명의 건강한 자녀들이 연이어 태어났지만, 두 명은 어린 시절에 사망했다: 왕세자 프리드리히 빌헬름 (1795년), 왕자 빌헬름 (1797년), 공주 샤를로테 (1798년), 공주 프리데리케 (1799년), 왕자 카를 (1801년), 공주 알렉산드리네 (1803년), 왕자 페르디난트 (1804년), 공주 루이제 (1808년), 왕자 알브레히트 (1809년). 부부는 또한 수도의 왕세자궁을 사용했다.
루이제의 자선 활동은 평생 동안 계속되었고, 한 번은 추수 축제에 참석하여 선물을 구입하여 지역 어린이들에게 나누어 주었다. 베를린에서 결혼 후 첫 생일에 프리드리히 빌헬름 2세 국왕이 며느리에게 선물을 무엇을 원하느냐고 묻자 루이제는 도시 사람들이 그녀의 기쁨을 나눌 수 있도록 약간의 돈을 원한다고 대답했다. 국왕은 웃으며 그 일을 위해 많은 양의 돈을 주었다.

## 프로이센 왕비 (1797년-1810년)

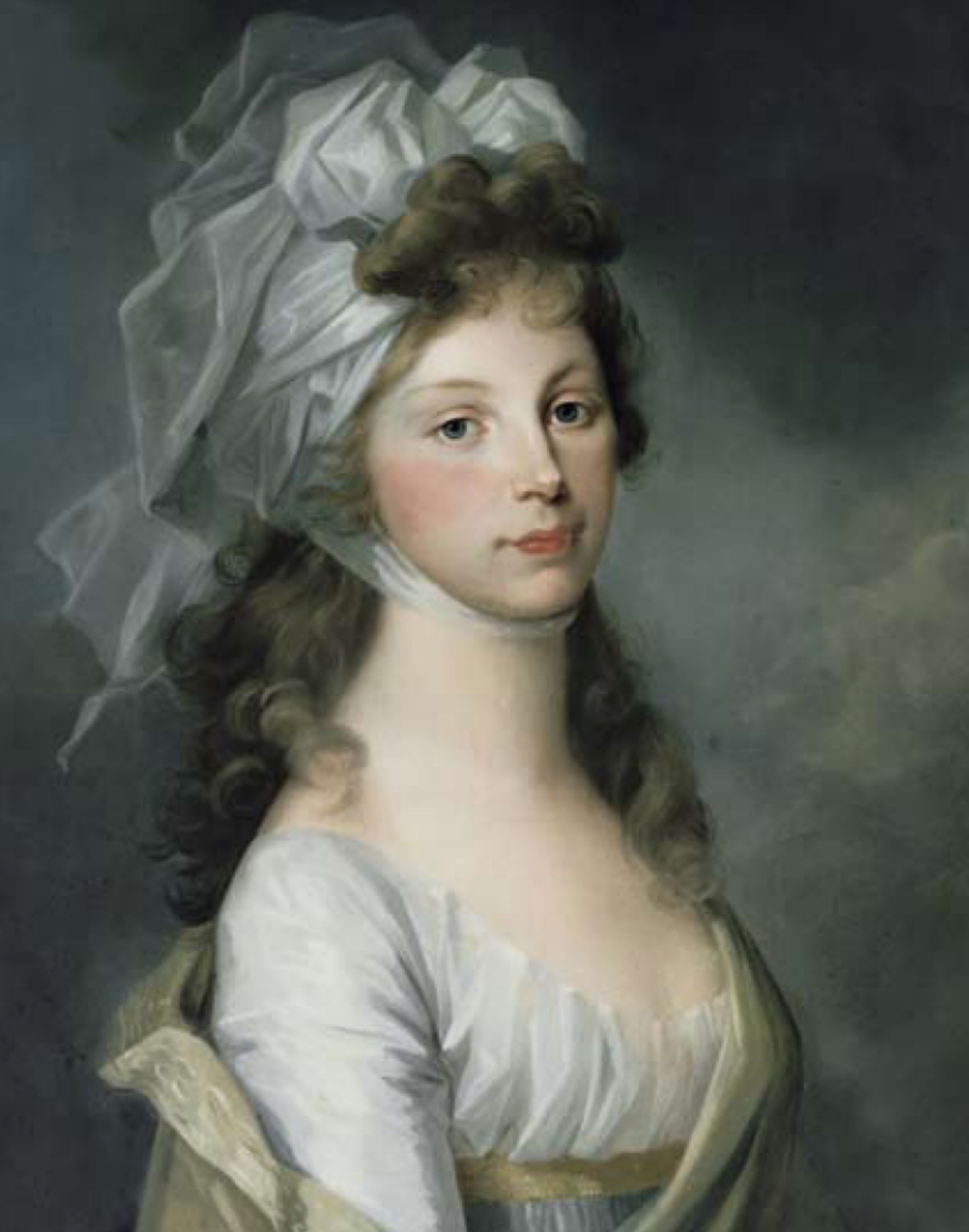
1797년 루이제의 그림, 앙리에트 펠리시테 타사르가 그렸으며, 이 해에 루이제는 왕비가 되었다.

1797년 11월 16일, 그녀의 남편은 아버지의 죽음 이후 프리드리히 빌헬름 3세로 프로이센 왕위에 올랐다. 루이제는 할머니에게 "저는 이제 왕비가 되었고, 저를 가장 기쁘게 하는 것은 이제 더 이상 자선을 그렇게 신중하게 계산할 필요가 없다는 희망입니다"라고 썼다. 부부는 파레츠에서의 고독을 포기하고 왕궁의 제약 속에서 살기 시작해야 했다. 그들은 두 가지 목적으로 나라의 동부 지방을 순회하기 시작했다. 국왕은 새로운 신하들과 친해지기를 원했고, 왕비가 수도보다 더 멀리 국왕을 동반하는 것이 이례적이었음에도 불구하고 프리드리히 빌헬름은 왕비도 백성들에게 소개하고 싶었다. 루이제는 가는 곳마다 축제로 환영받았다. 프로이센 역사상 처음으로 왕비는 전임자들보다 훨씬 더 중요한 역할을 맡으면서 그 자체로 유명한 공적 인물로 부상했다. 루이제가 남편의 동부 여행에 동행한 것은 왕비의 전통적인 역할에서 벗어난 것이었다. 그러나 중요한 것은 왕비의 권력과 지속적인 유산이 남편과 별개의 궁정과 정책을 유지하는 것에서 나온 것이 아니라 그 반대였다는 것이다. 그녀는 남편의 유일한 이점을 위해 자신의 엄청난 지능과 기술을 종속시켰다. 그녀는 또한 패션 아이콘이 되어, 예를 들어 병에 걸리지 않기 위해 넥카치프를 착용하는 유행을 시작했다.

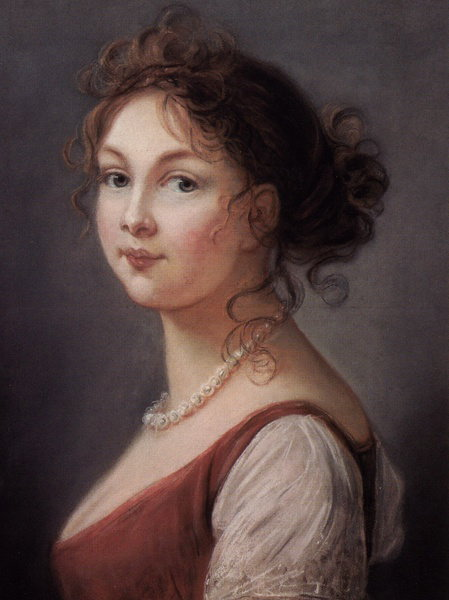
엘리자베트 비제르브룅이 그린 루이제 왕비의 그림, 1801년경

남편이 즉위한 후, 루이제는 고위 장관들과 많은 관계를 맺고 보편적인 존경과 애정을 받기 시작하면서 정부 내에서 강력한 인물이 되었다. 왕비는 궁정의 정치적 발전에 대해 계속 정보를 얻기 위해 노력했고, 남편의 통치 초기부터 새로운 국왕은 루이제에게 국정에 대해 자문을 구했다. 프리드리히 빌헬름은 주저하고 신중했으며, 전쟁을 싫어하여 1798년에 "나는 전쟁을 혐오하며... 인류의 행복에 가장 적합한 유일한 체제로서 평화와 평온의 보존보다 더 큰 것은 없다고 생각한다"고 말했다. 아버지의 후기 외교 정책에 따라 프리드리히 빌헬름은 혁명적인 프랑스 제1공화국과의 초기 갈등 기간 동안 중립을 선호했으며, 이는 나폴레옹 전쟁 (1803년-1815년)으로 발전했다. 그는 제2차 대프랑스 동맹에서 어느 편을 택하라는 다양한 압력을 거부했다. 루이제는 이러한 견해를 지지하며, 프로이센이 오스트리아, 영국, 러시아의 연합군 편을 든다면 후자의 군사적 지원에 의존하게 될 것이라고 경고했다. 그녀는 프로이센이 강대국 중 가장 약했기 때문에 그러한 동맹의 결과로 이득을 얻을 수 없었을 것이라고 내다보았다. 프랑스의 침략으로 국왕은 결국 전쟁에 참전하는 것을 고려했지만, 그의 우유부단함 때문에 프랑스 또는 연합군 중 어느 한 편을 선택하지 못했다. 그는 루이제 왕비와 그의 장관들의 여러 다른 의견을 들었고, 결국 아우스터리츠 전투 (1805년)에서 최근 승리한 나폴레옹과의 동맹에 강요당했다.

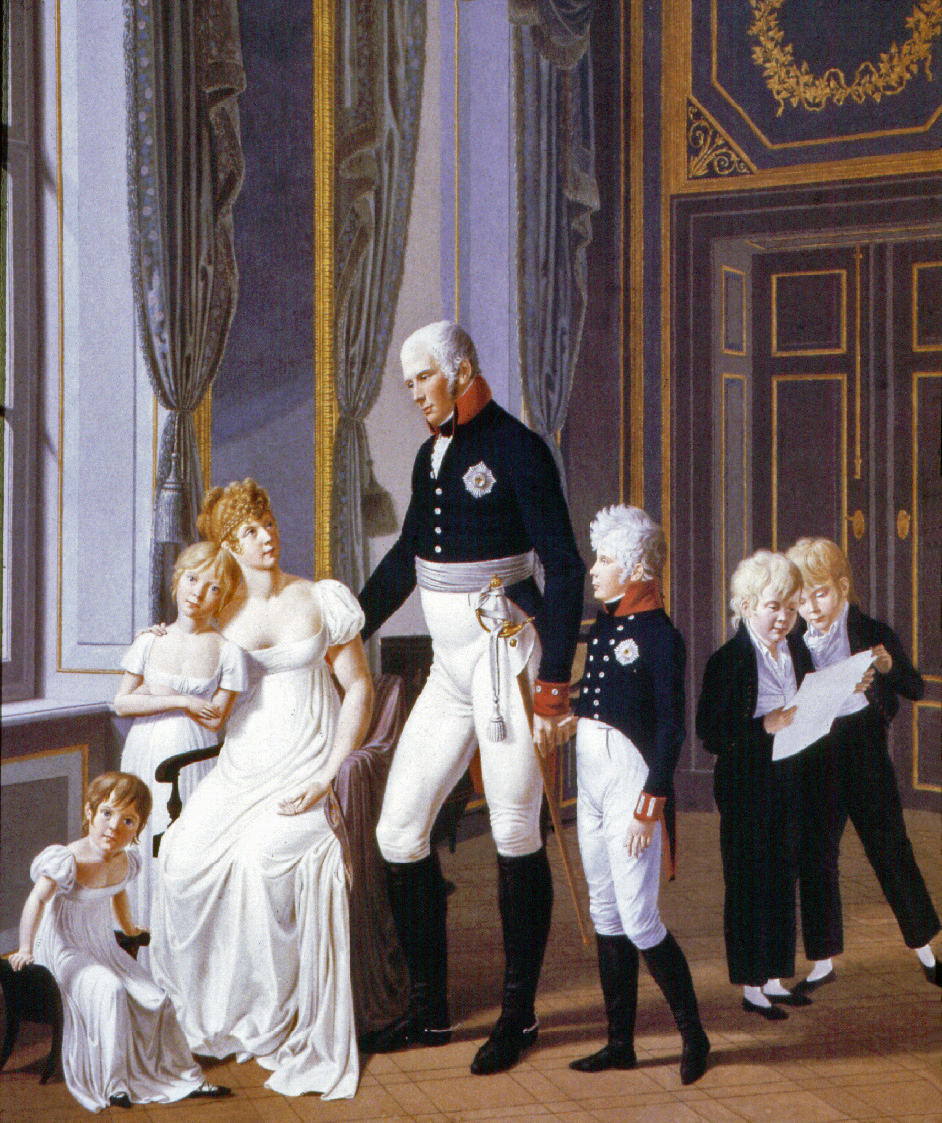
루이제 왕비와 남편, 자녀들, 1806년경

관료 중 한 명인 슈타인 남작은 이전에 국가의 중립을 혐오하며, 정부 조직을 개혁하여 정실주의에서 책임 있는 장관 정부로 전환하고자 했다. 그는 국왕에게 장관들 간의 책임 한계를 명확히 하는 것과 같은 필요한 행정 개혁을 강력한 언어로 상세히 기술한 문서를 준비했다. 그러나 이 문서는 슈타인이 먼저 에른스트 폰 뤼헬 장군에게 전달하고, 뤼헬은 다시 1806년 봄 왕비에게 전달했기 때문에 프리드리히 빌헬름에게는 도달하지 못했다. 루이제는 그 내용에 동의했지만, 국왕에게는 "너무 폭력적이고 열정적"이라고 생각하여 결국 이를 억제하는 데 도움을 주었다.

### 프랑스와의 전쟁
국왕의 고문들 중에는 왕비(공개적인 전쟁 옹호자)와 루트비히 페르디난트 왕자와 같은 왕족들이 프랑스에 대한 전쟁을 지지하는 군사주의 파벌을 이끌었다. 중립에 반대하지만 개혁을 지지하는 이들은 슈타인 남작과 카를 아우구스트 폰 하르덴베르크 후작이 이끌었다. 국왕의 성격을 아는 하르덴베르크는 원하는 개혁을 위해 왕비에게 직접 호소했다. 이는 현명한 판단으로 드러났는데, 프리드리히 빌헬름은 신뢰하는 내각 고문들을 해임하라는 요구를 프롱드의 난과 유사한 "반란"으로 간주했기 때문이다.
프로이센은 1795년 이후 전쟁을 치르지 않았지만, 군 지휘관들은 나폴레옹 군대에 맞서 승리할 수 있다고 자신했다. 반프랑스 소책자에 관한 작은 사건이 발생한 후, 프리드리히 빌헬름 국왕은 결국 왕비와 가족의 압력에 굴복하여 불안한 평화를 깨고 프랑스 황제와의 전쟁에 참전했다. 프로이센 육군은 동원을 시작했고, 이는 1806년 10월 예나-아우어슈테트 전투로 절정에 달했는데, 이는 프로이센에게 재앙이었다. 사실상 전쟁을 계속할 수 있는 군사력이 전멸했기 때문이다. 국왕과 왕비는 예나에서 군대를 따라 전투에 참여했지만(루이제는 분명 "아마조네스처럼" 옷을 입고 있었다), 프랑스 군대에게서 도망쳐야 했다.

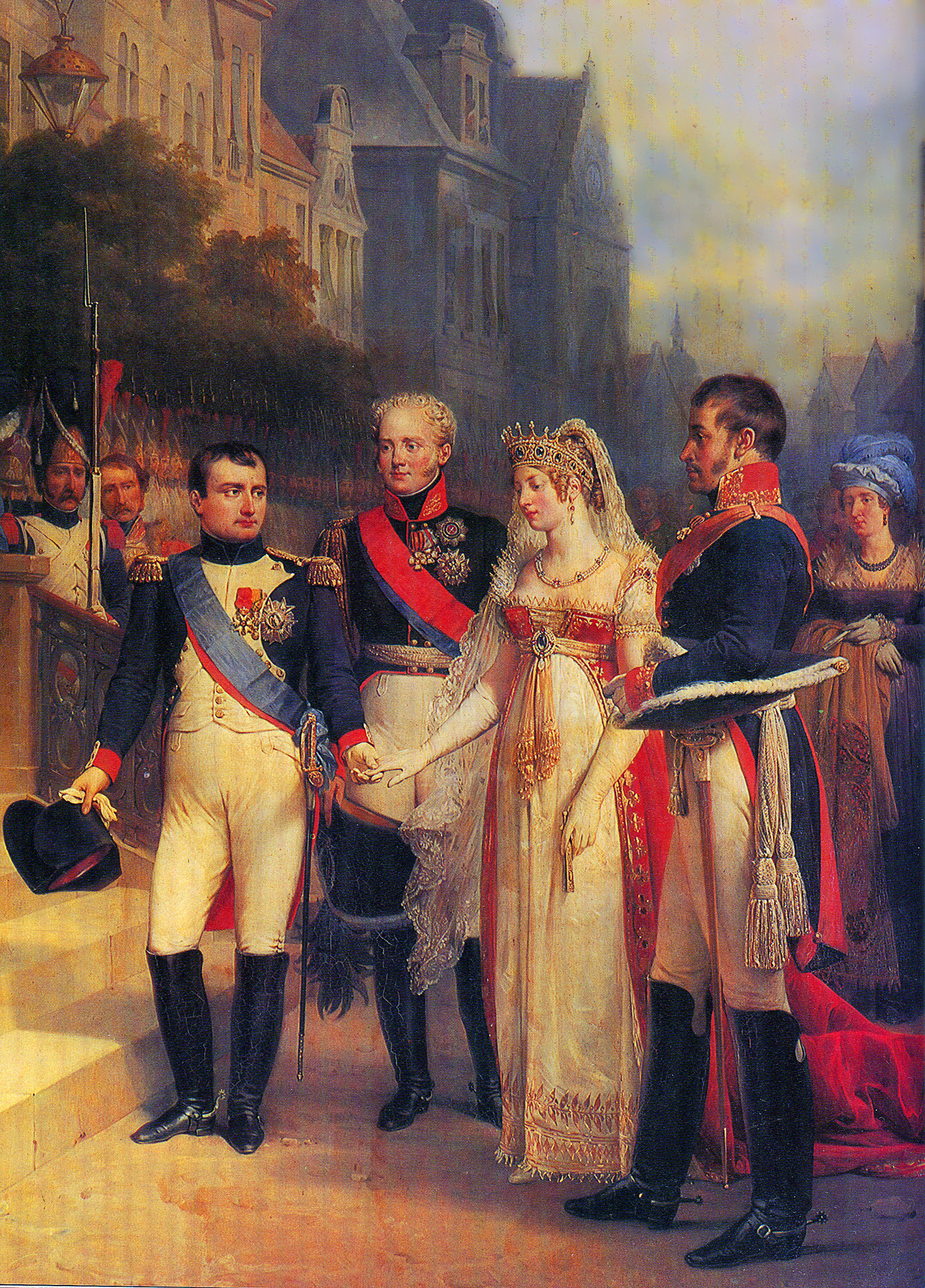
나폴레옹, 알렉산드르 1세, 루이제 왕비, 그리고 프리드리히 빌헬름이 1807년 틸지트에서. 니콜라 고세가 1900년경에 그림

나폴레옹 자신이 베를린을 점령했고, 루이제의 병에도 불구하고 국왕, 왕비 그리고 나머지 왕실 가족들은 한겨울에 왕국의 가장 동쪽 끝에 있는 메멜로 도망쳐야 했다. 그곳으로 가는 여정에는 음식이나 깨끗한 물이 없었으며, 한 목격자에 따르면 국왕과 왕비는 "그들이 집이라고 부르는 비참한 헛간 중 하나"에서 같은 잠자리를 공유해야 했다.
여러 사건이 발생한 후, 나폴레옹은 매우 우월한 위치에서 평화 조건을 요구했으며, 이는 틸지트 조약 (1807년)이라고 불리게 되었다. 이 협상 과정에서 황제는 프로이센의 절반을 온전하게 유지하기로 동의했다. 남성들은 루이제 왕비와 합류했다. 프리드리히 빌헬름은 당시 딸 루이제 공주를 임신 중이던 아내를 불러 프로이센을 위해 더 나은 협상 조건을 구걸했으며, 루이제는 남편에게 "하나님을 위해 수치스러운 평화는 안 됩니다... [프로이센]은 최소한 명예를 잃지 않고는 무너지지 않아야 합니다"라고 조언했다. 국왕은 그녀의 존재가 나폴레옹을 "더 편안한 기분"으로 만들 수 있다고 생각했기 때문에 루이제는 마지못해 틸지트에서 황제를 만나기로 동의했지만, 오직 프로이센을 구하기 위해서였다. 나폴레옹은 이전에 루이제의 혼인 충실도를 의심하며 그녀의 명예를 훼손하려 했지만, 왕비는 그럼에도 불구하고 그를 만났고, 자신의 아름다움과 매력을 이용하여 그를 더 유리한 조건으로 설득하려 했다. 이전에 루이제는 그를 "괴물"이라고 불렀지만, 그럼에도 불구하고 황제에게 개인적인 면담을 요청했고, 그 자리에서 그녀는 그의 발밑에 엎드렸다. 그는 그녀의 우아함과 결단력에 감탄했지만, 나폴레옹은 어떤 양보도 거부하며 아내 조제핀 황후에게 "그녀는 정말 매력적이고 나에게 시시덕거림이 가득하다. 하지만 질투하지 마라... 내가 신사처럼 행동하기에는 너무 큰 대가를 치러야 할 것이다"라고 답장했다. 그러나 나폴레옹의 루이제 명예 훼손 시도는 실패했으며, 오히려 그녀를 프로이센에서 더욱 사랑받게 만들었다. 프랑스의 침략으로부터 자신이 선택한 나라를 보호하려는 루이제 왕비의 노력은 미래 세대의 존경을 확보했다.

### 남은 해
프로이센에는 1억 2천만 프랑의 막대한 배상금과 군대 주둔과 같은 가혹한 제한이 부과되었다. 당시 1억 2천만 프랑은 프로이센의 연간 예산 전체에 해당하는 금액이었다. 프로이센의 옛 위대함과 자부심의 상징으로 여겨졌던 프랑스의 프로이센 점령은 루이제에게 특히 치명적인 영향을 미쳤다. 왕비는 개인적인 모욕을 견뎌야 했다. 나폴레옹 자신은 그녀를 "프로이센의 유일한 진짜 남자"라고 부르며 비꼬는 칭찬을 했다. 왕비는 자신의 선택한 나라가 도덕적 힘을 위해 자신에게 의존한다는 것을 깨달았고, 그 결과 루이제는 옛 낙관주의를 되찾았으며, 종종 eldest 아들을 미래의 왕 역할에 대비시키는 데 시간을 보냈다. 그 다음 몇 년 동안 루이제는 슈타인과 하르덴베르크, 그리고 게르하르트 폰 샤른호르스트와 아우구스트 나이트하르트 폰 그나이제나우가 군대를 재편성하기 위해 수행한 정부 개혁 노력을 지지했다. 틸지트에서의 재앙 이후, 루이제는 슈타인의 재임명(국왕은 이전에 그를 해고했었다)에 중요한 역할을 했다. 그녀는 프리드리히 빌헬름에게 "[슈타인]은 저의 마지막 희망입니다. 위대한 마음, 포괄적인 정신, 아마도 그는 우리에게 숨겨진 해결책을 알고 있을 것입니다"라고 말했다.
1808년에도 베를린으로 돌아가는 것은 여전히 안전하지 않다고 여겨졌고, 왕실 가족은 그 결과 여름을 쾨니히스베르크 근처에서 보냈다. 루이제는 자녀들의 어린 시절의 힘든 시련이 그들에게 좋을 것이라고 믿었다. "만약 그들이 호화롭고 번영 속에서 자랐다면 항상 그래야 한다고 생각했을지도 모른다." 1808년 겨울, 알렉산드르 1세는 국왕과 왕비를 상트페테르부르크로 초대했고, 그곳에서 그녀는 화려하게 장식된 방에서 대접을 받았다. "더 이상 저를 현혹시키는 것은 아무것도 없습니다"라고 그녀는 독일로 돌아오면서 외쳤다. 1809년 막내딸 루이제 공주가 태어날 무렵, 루이제는 아버지에게 "기꺼이... 우리에게 닥친 재앙들은 우리의 결혼 생활과 가정 생활에 침투하지 않았고, 오히려 그것들을 강화시켜 우리에게 더욱 소중하게 만들었습니다"라고 썼다. 루이제는 그해 대부분 아팠지만, 3년간의 공백 끝에 그해 말경 국왕과 함께 베를린으로 돌아왔다. 왕비는 두 딸 샤를로테와 알렉산드리네 그리고 어린 아들 카를과 함께 마차로 도착했으며, 샤를로텐부르크 궁전에서 아버지의 영접을 받았다. 그러나 궁전은 나폴레옹과 그의 지휘관들이 그림, 조각상, 원고, 골동품을 방에서 약탈했기 때문에 약탈당했다. 그녀가 떠났을 때와는 매우 다른 프로이센으로 돌아온 한 설교자는 "우리의 사랑하는 왕비는 전혀 기뻐하지 않지만, 그녀의 진지함에는 조용한 평온이 있습니다... 그녀의 눈은 예전의 반짝임을 잃었고, 그들이 많이 울었고, 여전히 울고 있다는 것을 알 수 있습니다"라고 말했다.

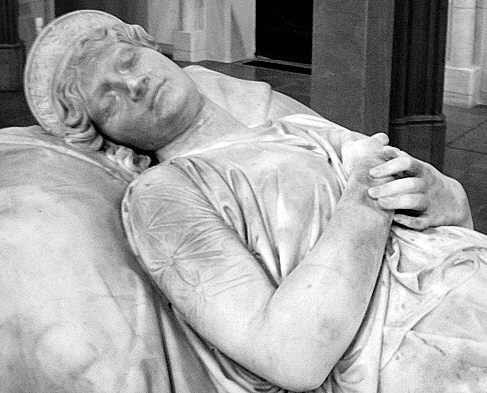
샤를로텐부르크 궁전 영묘에 있는 루이제의 사르코파구스

1810년 7월 19일, 루이제는 슈트렐리츠에 있는 아버지를 방문하던 중 남편의 품에서 정체불명의 병으로 사망했다. 왕비의 백성들은 프랑스의 점령이 그녀의 이른 죽음의 원인이라고 생각했다. "우리의 성인은 하늘에 계시다"고 프로이센 장군 게프하르트 레베레히트 폰 블뤼허는 외쳤다. 루이제의 때아닌 죽음은 나폴레옹 전쟁과 개혁의 필요성이 계속되는 매우 어려운 시기에 남편을 홀로 남겨두었다.
루이제는 샤를로텐부르크 궁전의 정원에 묻혔으며, 그곳에는 그녀의 무덤 위에 크리스티안 다니엘 라우흐가 만든 훌륭한 누워 있는 조각상이 있는 영묘가 세워졌다. 프리드리히 빌헬름은 1824년까지 재혼하지 않았으며, 그 때 귀천상혼으로 아우구스테 폰 하라흐 백작 부인과 결혼했는데, "여성의 동반과 공감이 내게 필요해졌기 때문에 다시 결혼해야 한다"고 설명했다. 1840년 6월 7일 그의 사망 후, 프리드리히 빌헬름은 그녀의 옆에 묻혔다.

## 유산

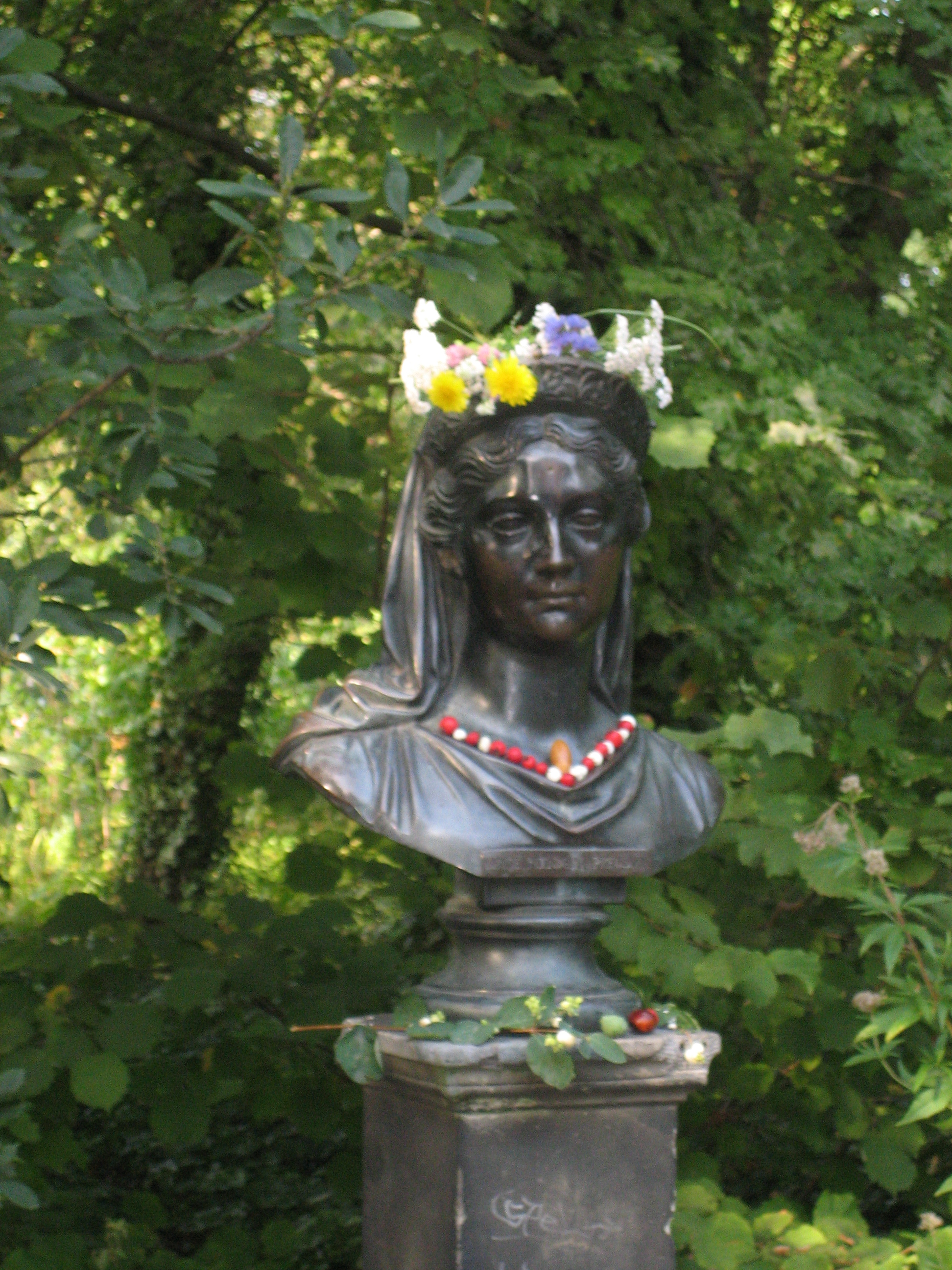
베를린 티어가르텐 공원에 있는 루이제 왕비의 동상

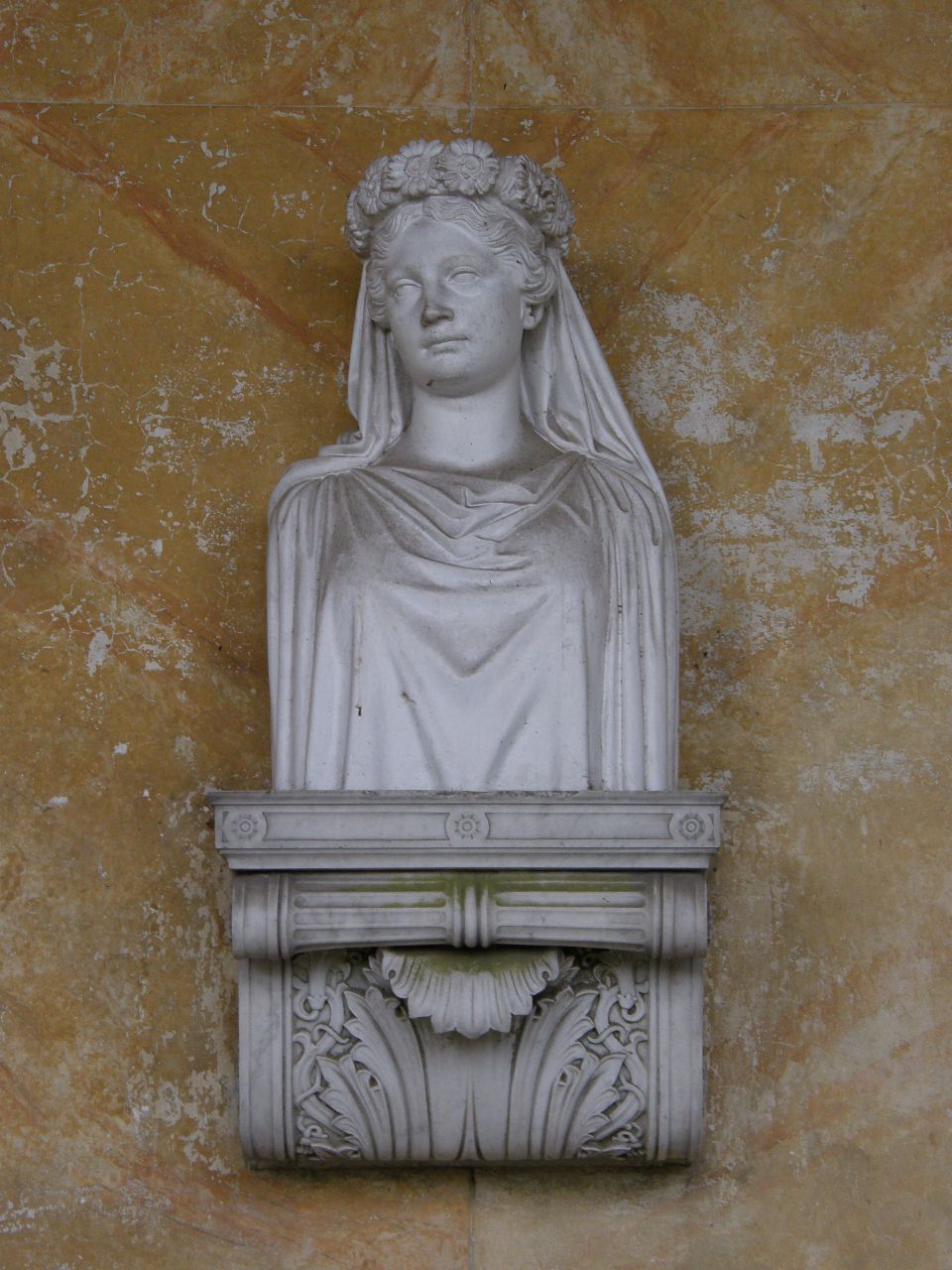
베를린 반제의 파우엔인젤에 있는 루이제 왕비 기념 사원에 있는 루이제 왕비 흉상

루이제 왕비는 백성들에게 "국민적 미덕의 영혼"으로 숭배받았으며, 일부 역사가들은 루이제가 "프로이센 민족주의를 의인화한 인물"이라고 썼다. 크리스토퍼 클라크에 따르면, 루이제는 "대중의 마음속에 미덕, 겸손, 주권적 우아함과 친절함, 성적 매력을 결합시킨 여성 유명인이었고, 1810년 34세의 이른 나이에 사망하여 후세의 기억 속에 젊음을 보존했다"고 한다. 남편의 사랑스럽고 충실한 지지자로서 그녀의 명성은 그녀의 지속적인 유산에 결정적인 역할을 했다. 결국 루이제를 둘러싼 컬트는 "이상적인" 여성적 특성, 즉 예쁨, 상냥한 성격, 모성적 친절함, 아내로서의 미덕과 연관되었다.

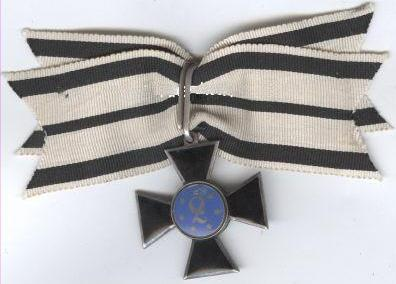
루이제 훈장, 1급

1814년 그녀의 생일 기념일에, 과부가 된 프리드리히 빌헬름 국왕은 철십자의 보완적 훈장으로 루이제 훈장 (Luisenorden)을 제정했다. 이 훈장은 나폴레옹에 대항한 전쟁 노력에 상당한 공헌을 한 여성들에게 수여하기 위한 것이었지만, 이후 그녀의 손주 며느리인 빅토리아 (독일 황후)와 증손녀인 그리스의 소피아 왕비와 같이 프랑스 황제와 관련 없는 호엔촐레른가의 미래 구성원들에게도 수여되었다. 1880년에는 베를린 티어가르텐에 루이제 왕비의 동상이 세워졌다.
루이제는 루이제 왕비 연맹("Königin-Luise-Bund", 종종 Luisenbund로 축약됨)으로 알려진 보수적인 여성 단체의 설립을 고무시켰는데, 이 단체에서 그녀는 거의 컬트적인 지위를 얻었다. 이 단체의 주요 목적은 독일 여성들 사이에 애국심을 고취시키는 것이었으며, 가정과 독일의 도덕을 강조했다. Königin-Luise-Bund는 바이마르 공화국 시대와 나치 독일 초기 몇 년 동안 활동했다. 1933년 나치스의 집권 때까지 초기 단계부터 국가사회주의 운동을 적극적으로 지지했음에도 불구하고, 루이제 왕비 연맹은 1934년 나치스에 의해 해체되었는데, 그들은 이 단체를 적대적인 조직으로 보았기 때문이다.

### 대중 문화
루이제 왕비의 인물은 독일 영화에서 여러 영화의 인기 있는 주제가 되었다. 여기에는 《데어 필름 폰 데어 쾨니긴 루이제》(Der Film von der Königin Luise, 1913), 《디 엘프 실쉴 오피치어》(Die elf schillschen Offiziere, 1926), 그리고 《비바트 - 쾨니긴 루이제 임 피히텔게비르게》(Vivat – Königin Luise im Fichtelgebirge, 2005), 《루이제 - 쾨니긴 데어 헤르첸》(Luise – Königin der Herzen, 2010 다큐멘터리) 등이 포함된다. 그녀는 1927년 무성 영화 《루이제 왕비》에서 마디 크리스찬즈가, 1931년 《루이제, 프로이센의 왕비》에서 헤니 포르텐이, 1957년 영화 《루이제 왕비》에서 루트 뢰웨릭이 연기했다.
그녀는 또한 1945년 선전 영화 《콜베르크》에서도 극도로 경건한 방식으로 짧게 묘사되었다.
루이제는 19세기 독일 역사물 작가 루이제 뮐바흐의 일련의 소설의 주제가 되었으며, 여기에는 《프로이센의 루이제와 그녀의 시대》(Louisa of Prussia and her Times)와 《나폴레옹과 프로이센의 왕비》(Napoleon and the Queen of Prussia)가 포함된다.

## 자녀
프리드리히 빌헬름 3세 (프로이센)(1770년 8월 3일 – 1840년 6월 7일)와의 사이에서 1793년 12월 24일 결혼.
| 이름                                               | 출생일           | 사망일           | 기타 |
| -------------------------------------------------- | ---------------- | ---------------- | --- |
| 무명의 딸                                          | 1794년 10월 1일  | 1794년 10월 1일  | 사산아. |
| 프리드리히 빌헬름 왕자, 후일 프리드리히 빌헬름 4세 | 1795년 10월 15일 | 1861년 1월 2일   | 바이에른의 엘리자베트 루도비카 공주 (1801년–1873년)와 결혼, 자녀 없음                                                        |
| 빌헬름 프리드리히 루트비히 왕자, 후일 빌헬름 1세   | 1797년 3월 22일  | 1888년 3월 9일   | 작센바이마르아이제나흐의 아우구스타 공주 (1811년–1890년)와 결혼, 자녀 있음                                                   |
| 프리데리케 루이제 샤를로테 빌헬미네 공주           | 1798년 7월 13일  | 1860년 11월 1일  | 러시아 차르 니콜라이 1세와 결혼, 미래의 알렉산드르 2세를 포함한 자녀 있음                                                    |
| 프리데리케 공주                                    | 1799년 10월 14일 | 1800년 3월 30일  | 요절 |
| 프리드리히 카를 알렉산더 왕자                      | 1801년 6월 29일  | 1883년 1월 21일  | 작센바이마르아이제나흐의 마리 공주와 결혼, 자녀 있음.                                                                        |
| 프리데리케 빌헬미네 알렉산드리네 마리 헬레네 공주  | 1803년 2월 23일  | 1892년 4월 21일  | 메클렌부르크슈베린 대공 파울 프리드리히와 결혼, 자녀 있음.                                                                   |
| 프리드리히 율리우스 페르디난트 레오폴트 왕자       | 1804년 12월 13일 | 1806년 4월 1일   | 어린 시절 디프테리아로 사망.                                                                                                 |
| 루이제 아우구스테 빌헬미네 아말리에 공주           | 1808년 2월 1일   | 1870년 12월 6일  | 네덜란드의 프레데리크 왕자와 결혼, 자녀 있음.                                                                                |
| 프리드리히 하인리히 알브레히트 왕자                | 1809년 10월 4일  | 1872년 10월 14일 | 네덜란드의 마리안느 공주와 결혼, 자녀 있음. 구스타프 폰 라우흐의 딸인 로잘리 폰 라우흐, 호헤나우 백작부인과 재혼, 자녀 있음. |

## 족보
|  |                                                                      |  |  |  |  |  |  |  |  |  |  |  |  |  |  |  |
|  | 8. 아돌프 프레데리크 2세 (메클렌부르크슈트렐리츠 공작)               |  |  |  |  |  |  |  |  |  |  |  |  |  |  |  |
|  |                                                                      |  |  |  |  |  |  |  |  |  |  |  |  |  |  |  |
|  |                                                                      |  |  |  |  |  |  |  |  |  |  |  |  |  |  |  |
|  | 4. 카를 루드비히 프리드리히 (메클렌부르크슈트렐리츠 공작)            |  |  |  |  |  |  |  |  |  |  |  |  |  |  |  |
|  |                                                                      |  |  |  |  |  |  |  |  |  |  |  |  |  |  |  |
|  |                                                                      |  |  |  |  |  |  |  |  |  |  |  |  |  |  |  |
|  | 9. 슈바르츠부르크존더스하우젠의 크리스티아네 에밀리에 공주           |  |  |  |  |  |  |  |  |  |  |  |  |  |  |  |
|  |                                                                      |  |  |  |  |  |  |  |  |  |  |  |  |  |  |  |
|  |                                                                      |  |  |  |  |  |  |  |  |  |  |  |  |  |  |  |
|  | 2. 카를 2세 (메클렌부르크슈트렐리츠)                                 |  |  |  |  |  |  |  |  |  |  |  |  |  |  |  |
|  |                                                                      |  |  |  |  |  |  |  |  |  |  |  |  |  |  |  |
|  |                                                                      |  |  |  |  |  |  |  |  |  |  |  |  |  |  |  |
|  | 10. 에른스트 프리드리히 1세 (작센힐트부르크하우젠 공작)              |  |  |  |  |  |  |  |  |  |  |  |  |  |  |  |
|  |                                                                      |  |  |  |  |  |  |  |  |  |  |  |  |  |  |  |
|  |                                                                      |  |  |  |  |  |  |  |  |  |  |  |  |  |  |  |
|  | 5. 작센힐트부르크하우젠의 엘리자베트 알베르티네 공주                 |  |  |  |  |  |  |  |  |  |  |  |  |  |  |  |
|  |                                                                      |  |  |  |  |  |  |  |  |  |  |  |  |  |  |  |
|  |                                                                      |  |  |  |  |  |  |  |  |  |  |  |  |  |  |  |
|  | 11. 에르바흐에르바흐의 소피아 알베르티네 백작 부인                   |  |  |  |  |  |  |  |  |  |  |  |  |  |  |  |
|  |                                                                      |  |  |  |  |  |  |  |  |  |  |  |  |  |  |  |
|  |                                                                      |  |  |  |  |  |  |  |  |  |  |  |  |  |  |  |
|  | 1. 메클렌부르크슈트렐리츠의 루이제                                   |  |  |  |  |  |  |  |  |  |  |  |  |  |  |  |
|  |                                                                      |  |  |  |  |  |  |  |  |  |  |  |  |  |  |  |
|  |                                                                      |  |  |  |  |  |  |  |  |  |  |  |  |  |  |  |
|  | 12. 루트비히 8세 폰 헤센다름슈타트                                   |  |  |  |  |  |  |  |  |  |  |  |  |  |  |  |
|  |                                                                      |  |  |  |  |  |  |  |  |  |  |  |  |  |  |  |
|  |                                                                      |  |  |  |  |  |  |  |  |  |  |  |  |  |  |  |
|  | 6. 게오르크 빌헬름 (헤센다름슈타트 공자)                             |  |  |  |  |  |  |  |  |  |  |  |  |  |  |  |
|  |                                                                      |  |  |  |  |  |  |  |  |  |  |  |  |  |  |  |
|  |                                                                      |  |  |  |  |  |  |  |  |  |  |  |  |  |  |  |
|  | 13. 하나우리히텐베르크의 샤를로테 백작 부인                          |  |  |  |  |  |  |  |  |  |  |  |  |  |  |  |
|  |                                                                      |  |  |  |  |  |  |  |  |  |  |  |  |  |  |  |
|  |                                                                      |  |  |  |  |  |  |  |  |  |  |  |  |  |  |  |
|  | 3. 헤센다름슈타트의 프레데리케 공주                                  |  |  |  |  |  |  |  |  |  |  |  |  |  |  |  |
|  |                                                                      |  |  |  |  |  |  |  |  |  |  |  |  |  |  |  |
|  |                                                                      |  |  |  |  |  |  |  |  |  |  |  |  |  |  |  |
|  | 14. 라이닝겐다크스부르크팔켄부르크의 크리스티안 카를 라인하르트 백작 |  |  |  |  |  |  |  |  |  |  |  |  |  |  |  |
|  |                                                                      |  |  |  |  |  |  |  |  |  |  |  |  |  |  |  |
|  |                                                                      |  |  |  |  |  |  |  |  |  |  |  |  |  |  |  |
|  | 7. 마리아 루이제 알베르티네 폰 라이닝겐다크스부르크팔켄부르크        |  |  |  |  |  |  |  |  |  |  |  |  |  |  |  |
|  |                                                                      |  |  |  |  |  |  |  |  |  |  |  |  |  |  |  |
|  |                                                                      |  |  |  |  |  |  |  |  |  |  |  |  |  |  |  |
|  | 15. 졸름스로델하임의 카타리나 폴릭세나 백작 부인                     |  |  |  |  |  |  |  |  |  |  |  |  |  |  |  |
|  |                                                                      |  |  |  |  |  |  |  |  |  |  |  |  |  |  |  |
|  |                                                                      |  |  |  |  |  |  |  |  |  |  |  |  |  |  |  |

## 내용주
1. ↑  조지 1세의 아내인 조피 도로테아 폰 하노버의 연인이 살해되어 매장된 곳과 같은 거주지이다.[1]
2. ↑  예나 전투 직후 나폴레옹은 평화 조건을 제시할 준비가 되어 있었지만, 프리드리히 빌헬름은 대부분의 참모들의 조언을 무시하고 전쟁을 계속하기로 결정했다. 아일라우 전투 (1807년 2월)는 프랑스에 대한 작은 승리였지만, 국왕은 다시 평화 협상에 들어가는 것을 거부했고, 들어올 러시아 군대가 프랑스를 막을 것이라고 잘못 믿었다. 프리틀란트 전투는 러시아와 프로이센과의 별도 프랑스 협상으로 이어졌다.[45]

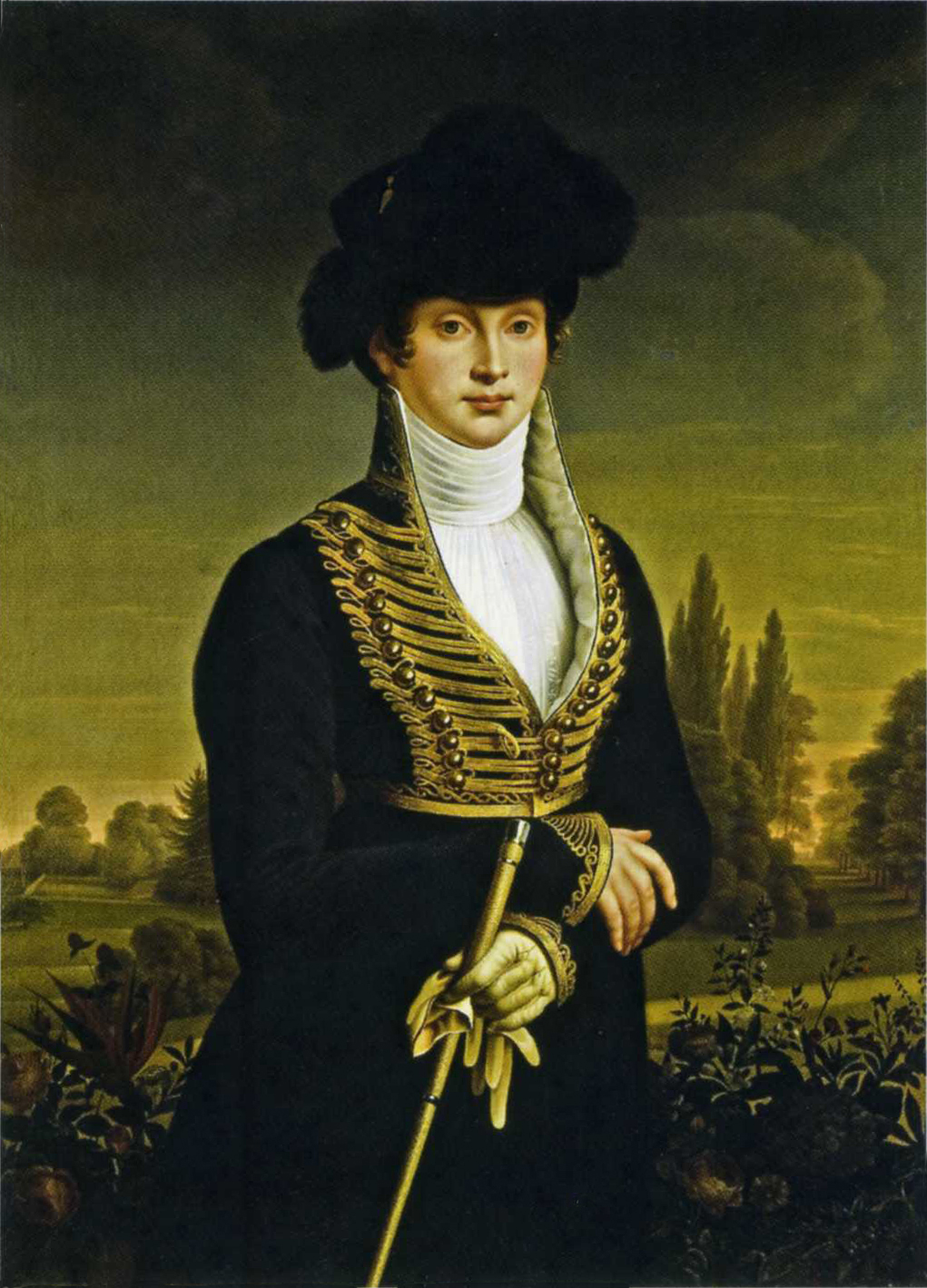
빌헬름 테르니테가 1810년경 그린 승마복을 입은 루이제 왕비

### 인용
1. ↑  Maxwell Moffat, p. 16.
2. 1 2  Maxwell Moffat, p. 17
3. 1 2 3 4 5 6 7 8 9 10  Chisholm (1911a) (ed).
4. 1 2  Hudson (2005a), p. 156.
5. 1 2 3 4 5  Clark, p. 316.
6. 1 2 3  Maxwell Moffat, p. 19.
7. 1 2  Kluckhohn, p. 4.
8. 1 2 3 4 5 6 7  Faithfull, Francis G. “Queen Louise of Prussia (1776–1810)”. 2018년 1월 29일에 원본 문서에서 보존된 문서. 2010년 12월 28일에 확인함.
9. 1 2  Kluckhohn, p. 5.
10. ↑  Maxwell Moffat, p. 28.
11. ↑  Maxwell Moffat, p. 25.
12. ↑  Maxwell Moffat, p. 24.
13. ↑  Maxwell Moffat, p. 21.
14. ↑  Knowles Bolton, pp. 19–20.
15. ↑  Kluckhohn, p. 7.
16. ↑  Knowles Bolton, p. 15.
17. 1 2 3 4 5 6  Drumin, Dawn. “Queen Louise of Prussia”. 킹스 칼리지. 2010년 9월 11일에 원본 문서에서 보존된 문서. 2010년 12월 28일에 확인함.
18. ↑  Kluckhohn, p. 11.
19. ↑  Kluckhohn, p. 8.
20. 1 2  Kluckhohn, p. 9.
21. ↑  Kluckhohn, p. 10.
22. ↑  Knowles Bolton, p. 18.
23. ↑  Kluckhohn, p. 10, 12.
24. ↑  Knowles Bolton, p. 19.
25. ↑  Kluckhohn, pp. 12–13.
26. ↑  Quoted in Kluckhohn, p. 13.
27. ↑  Hudson (2005b), p. 1.
28. ↑  Clark, pp. 317–18.
29. ↑  Clark, p. 317.
30. ↑  Clark, pp. 299, 317.
31. ↑  Clark, p. 217.
32. 1 2  Clark, pp. 298–99.
33. 1 2  Clark, p. 299.
34. ↑  Clark, pp. 301–02.
35. 1 2  Clark, p. 303.
36. ↑  Simms, p. 332.
37. 1 2 3 4 5  Fisher, p. 254.
38. ↑  Herold, p. 177.
39. ↑  Clark, p. 304.
40. ↑  Simms, p. 222, 332.
41. ↑  Herold, p. 179.
42. ↑  Herold, p. 180.
43. ↑  Clark, p. 307.
44. ↑  Clark, p. 312.
45. ↑  Clark, pp. 308–09.
46. ↑  Clark, p. 309.
47. 1 2 3  Herold, p. 187.
48. ↑  Herold, p. 188.
49. ↑  Clark, p. 310.
50. 1 2  Chisholm (1911b) (ed).
51. 1 2  Clark, p. 318.
52. ↑  Knowles Bolton, p. 52.
53. ↑  Kluckhohn, p. 64.
54. ↑  Knowles Bolton, p. 53.
55. ↑  Knowles Bolton, p. 54.
56. 1 2  Knowles Bolton, p. 57.
57. ↑  Knowles Bolton, p. 59.
58. ↑  Ulrich Feldhahn (2011). 《Die preußischen Könige und Kaiser》 (독일어). Kunstverlag Josef Fink, Lindenberg. 17–20쪽. ISBN 978-3-89870-615-5.
59. ↑  Knowles Bolton, p. 58.
60. ↑  Clark, p. 376.
61. ↑  Reagin, p. 235.
62. ↑  Reagin, pp. 235–244.
63. ↑  Fischer, p. 186.
64. ↑  “Kolberg – Credits”. 《테일러 앤드 프랜시스》.
65. ↑  Blaine Taylor. “Kolberg: The Apotheosis of Nazi Cinema DVD Review”. 《International Historic Films》.

### 독일어
- 귄터 드 브륀: 프로이센의 루이제. 한 전설의 시작과 끝. 지들러, 베를린 2001, ISBN 3-88680-718-5 (참고문헌 및 삽화 목록 포함)

## 더 읽어보기
- 〈루이제〉. 《브리태니커 백과사전》 XV 9판. 1883.
- 슐테, R. (2002). 《여왕 – 중산층 비극: 19세기 프랑스와 독일에서의 역사 쓰기와 신화 창조》. 《젠더 & 히스토리》 14. 266–293쪽. doi:10.1111/1468-0424.00266. S2CID 144283456.
- 라이트, 콘스탄스 (1969). 《아름다운 적: 프로이센 왕비 루이제의 전기》. 도드, 미드. ASIN B0006C00XY. 온라인 무료 대여